# Kjell Aukrust
Kjell Aukrust (født 19. marts 1920, død 24. december 2002) var en norsk forfatter og karikaturtegner. Han var en af Norges mest populære historiefortællere og humorister med et alsidigt forfatterskab, illustreret med egne tegninger. Aukrust er først og fremmest kendt for sine Flåklypa-historier (Bjergkøbing i den danske version) der handler om cykelsmeden Theodor Fælgen, fuglen Sofus Gundersen og pindsvinet Ludvig.
Han skabte Bjergkøbing, mens han var illustrator og skribent for en lokal avis. Navnet Flåklypa tog han fra et område af samme navn i nærheden af Fossbergom i Lom kommune.Stedet dannede ramme for filmen Bjergkøbing Grand Prix, der fik premiere i 1975. Filmen var den første norske animationsfilm i spillefilmslængde og den regnes i dag som en af de største norske film. Senere fulgte film som Gurin med rævehalen (1998), Jul i Bakkekøbing (2013), Bakkekøbing - det store osteræs (2016) og Måneskin i Bakkekøbing (2018).
I sit privatliv var Kjell Aukrust fra 1947 frem til sin død gift med Kari Holter (1922-2020).
I 1996 blev Aukrustsenteret (nu Huset Aukrust) åbnet i byen Alvdal, hvor Aukrust voksede op som barn. Centret rummer mange af Aukrusts fantasifulde tekniske apparater, såsom en model af bilen brugt i Bjergkøbing Grand Prix. Centret blev officielt åbnet af kong Harald den 23. maj 1996.